# Крум (Болгарія)
Крум (болг. Крум) — село в Хасковській області Болгарії. Входить до складу общини Димитровград.

## Населення
За даними перепису населення 2011 року у селі проживали 433 особи.
Національний склад населення села:
| Національність   | Кількість осіб | Відсоток |
| ---------------- | -------------- | -------- |
| болгари          | 347            | 81,1%    |
| цигани           | 79             | 18,5%    |
| інша             | 0              | 0%       |
| Всього відповіли | 428            |          |

Розподіл населення за віком у 2011 році:
Динаміка населення: